# 다크에덴 오리진
다크에덴 오리진은 2017년 1월에 출시된 대한민국의 롤플레잉 게임(온라인 게임)이다.

## 게임 서비스 국가

### 운영 중인 서버
- 대한민국